# Několik vět
Petice Několik vět byl dokument vypracovaný hnutím Charta 77 na jaře roku 1989 a zveřejněný 29. června. Hlavními iniciátory petice byli Václav Havel, Jiří Křižan, Stanislav Devátý a Alexandr Vondra. Název vymyslel Jiří Křižan. První uveřejnění petice po jejím sepsání proběhlo vysíláním rozhlasových stanic Hlas Ameriky a BBC, v tištěné formě byl text uveřejněn v samizdatových Lidových novinách.
Ihned následujícího dne byl v deníku Rudé právo uveřejněn článek nazvaný „Kdo seje vítr“, který odsuzoval autory petice a její signatáře za snahu o „konfrontaci se socialistickým státním zřízením“. Hlavním terčem kritiky byly zejména známé osobnosti, které též připojily svůj podpis – např. Josef Kemr, Jiří Menzel, Jiří Suchý, Vladimír Preclík či Daniela Kolářová. Tímto článkem došlo k uvědomění široké veřejnosti o existenci petice.
Přestože Několik vět nevybízelo ke změně vlády, ani nebyla zpochybněna ústavně daná vedoucí úloha KSČ, byla proti petici vedena státními orgány (neúčinná) protikampaň. Na podzim roku 1989 bylo pod peticí podepsáno zhruba 40 000 lidí. Jména signatářů petice byla pravidelně vysílána zahraničními rozhlasovými stanicemi Svobodná Evropa a Hlas Ameriky.

## Celé znění
První měsíce roku 1989 znovu a jasně ukázaly, že i když se současné československé vedení velmi často zaklíná slovy přestavba a demokratizace, ve skutečnosti se dost zoufale vzpírá všemu, co demokracii vytváří nebo ji alespoň vzdáleně připomíná. Petice a iniciativy občanů, které samo nezorganizovalo, odmítá jako nátlakové akce, pokojná lidová shromáždění rozhání, do přípravy nových zákonů nedovoluje veřejnosti mluvit.
Tytéž měsíce však zároveň ukázaly, že občanská veřejnost se už vymaňuje z letargie a že stále víc lidí má odvahu veřejně projevit svou touhu po společenských změnách. Pohyb ve společnosti se tak začíná stále povážlivěji srážet s nehybností moci, roste společenské napětí a začíná hrozit nebezpečí otevřené krize. Takovou krizi si nikdo z nás nepřeje.
Proto vyzýváme vedení naší země, aby pochopilo, že nadešel čas ke skutečným a důkladným systémovým změnám a že tyto změny jsou svobodná a demokratická diskuse. Prvním krokem k jakýmkoli smysluplným změnám, novou ústavou počínaje a ekonomickou reformou konče, musí tedy být změna společenského klimatu v naší zemi, do kterého se musí vrátit duch svobody, důvěry, tolerance a plurality. Podle našeho názoru je k tomu třeba:
1) Aby byli okamžitě propuštěni všichni političtí vězňové.
2) Aby přestala být omezována svoboda shromažďovací.
3) Aby přestaly být kriminalizovány a pronásledovány různé nezávislé iniciativy a začaly být konečně chápány i vládou jako to, čím v očích veřejnosti už dávno jsou, totiž jako přirozená součást veřejného života a legitimní výraz jeho různotvárnosti. Zároveň by neměly být kladeny překážky vznikání nových občanských hnutí, včetně nezávislých odborů, svazů a spolků.
4) Aby byly sdělovací prostředky i veškerá kulturní činnost zbaveny všech forem politické manipulace a předběžné i následné skryté cenzury a otevřeny svobodné výměně názorů a aby byly legalizovány sdělovací prostředky, působící dosud nezávisle na oficiálních strukturách.
5) Aby byly respektovány oprávněné požadavky všech věřících občanů.
6) Aby byly všechny chystané a uskutečňované projekty, které mají natrvalo změnit životní prostředí v naší zemi a předurčit tak život budoucích generací, neodkladně předloženy k všestrannému posouzení odborníkům a veřejnosti.
7) Aby byla zahájena svobodná diskuse nejen o padesátých letech, ale i o Pražském jaru, invazi pěti států Varšavské smlouvy a následné normalizaci. Je smutné, že zatímco v některých zemích, jejichž armády tehdy do československého vývoje zasáhly, se dnes už o tomto tématu začíná věcně diskutovat, u nás je to stále ještě velké tabu, a to jen proto, aby nemuseli odstoupit ti lidé z politického a státního vedení, kteří jsou odpovědní za dvacetileté upadání všech oblastí společenského života u nás.
Každý, kdo s tímto stanoviskem souhlasí, je může podpořit svým podpisem.
Vládu vyzýváme, aby s ním nenaložila tak, jak je dosud zvyklá s nepohodlnými názory nakládat. Zasadila by tím osudovou ránu nadějím, jimiž jsme vedeni, totiž nadějím na skutečný společenský dialog jako jediné možné východisko ze slepé uličky, v níž se dnes Československo nalézá.

## Signatáři
Petici podepsalo poměrně hodně známých osobností, např. Jiří Bartoška, Jan Bauch, Ján Čarnogurský, Jan Čenský, Stanislav Devátý, Martha Elefteriadu, Táňa Fischerová, Eva Formánková, Václav Havel, Jan Hrušínský, Rudolf Hrušínský, Věra Chytilová, Jiří Kodet, Václav Kopta, Jaroslava Kretschmerová, Jiří Křižan, Petr Kužvart, Jiří Lábus, Pavel Lohonka, Emanuel Mandler, Miroslav Masák, Boleslav Polívka, Vladimír Preclík, Marie Rottrová, Jaroslav Skála, Svatopluk Skopal, Jarmila Stibicová, Martin Stropnický, Miroslav Středa, Zdeněk Svěrák, Anna Šabatová, Vladimír Špidla, Ivan Trojan, Jan Urban, Petr Uhl, Ludvík Vaculík, Marek Vašut, Alexandr Vondra, Simona Vrbická, Hana Zagorová, Jiří Zahajský, Miloš Zeman, vědečtí pracovníci Univerzity Karlovy, Akademie věd a další, když někteří byli velmi známí již v době podpisu, zejm. herci a zpěvačky. 
Za šíření a podpis petice byl pronásledován značný počet osob. Mnozí signatáři byli předmětem trestního stíhání s obviněním z trestného činu pobuřování, v rámci kterého byly mj. provedeny domovní prohlídky u Alexandra Vondra, Stanislava Devátého, Jana Urbana a Jiřího Křižana. 